# Ulrich von Erlach

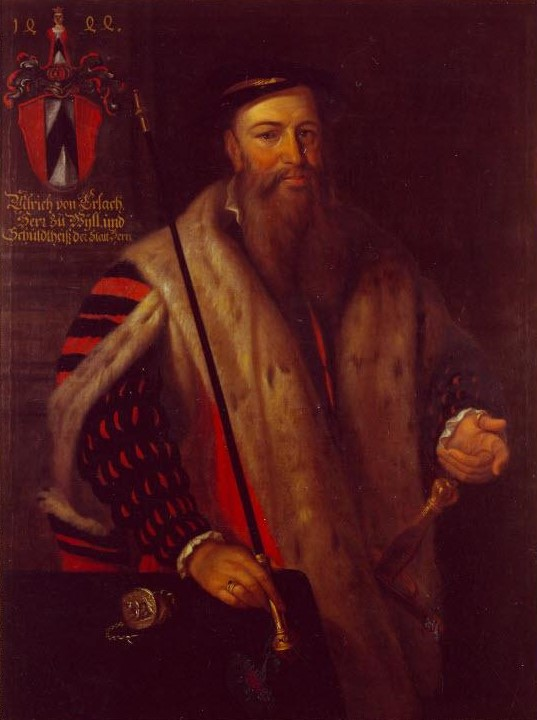
Ulrich von Erlach, Phantasiebildnis (1743)

Ulrich von Erlach († 1465) war Schultheiss der Stadt Bern.

## Leben
Ulrich von Erlach kam als Sohn des Burkhard von Erlach und der Margaretha Rych von Solothurn zur Welt. 1415 gelangte er in den Kleinen Rat, 1425 war er einer der eidgenössischen Hauptleute in Domodossola. 1427 war er Landvogt zu Baden, 1446 Gesandter zu Herzog Philipp von Burgund. Ab 1446 war er viermal Schultheiss von Bern.
Er war in erster Ehe mit Verena von Buch, in zweiter mit Anna von Spiegelberg und in dritter Ehe mit Jonatha von Ligerz verheiratet.